# 王衡 (景泰進士)
王衡，字文璇，福建福州府闽县人，明朝政治人物、進士出身。

## 生平
景泰元年（1450年）庚午科福建乡试中舉。景泰五年，登甲戌科會試中進士，授监察御史。